# Atlantoraphidia maculicollis
Atlantoraphidia maculicollis – gatunek wielbłądki (Raphidioptera) z rodziny wielbłądkowatych (Raphidiidae) związany z lasami iglastymi. 
W Polsce jest gatunkiem bardzo rzadkim, ostatnio wykazanym na początku XX wieku.